# A Csermely-völgy forrásai

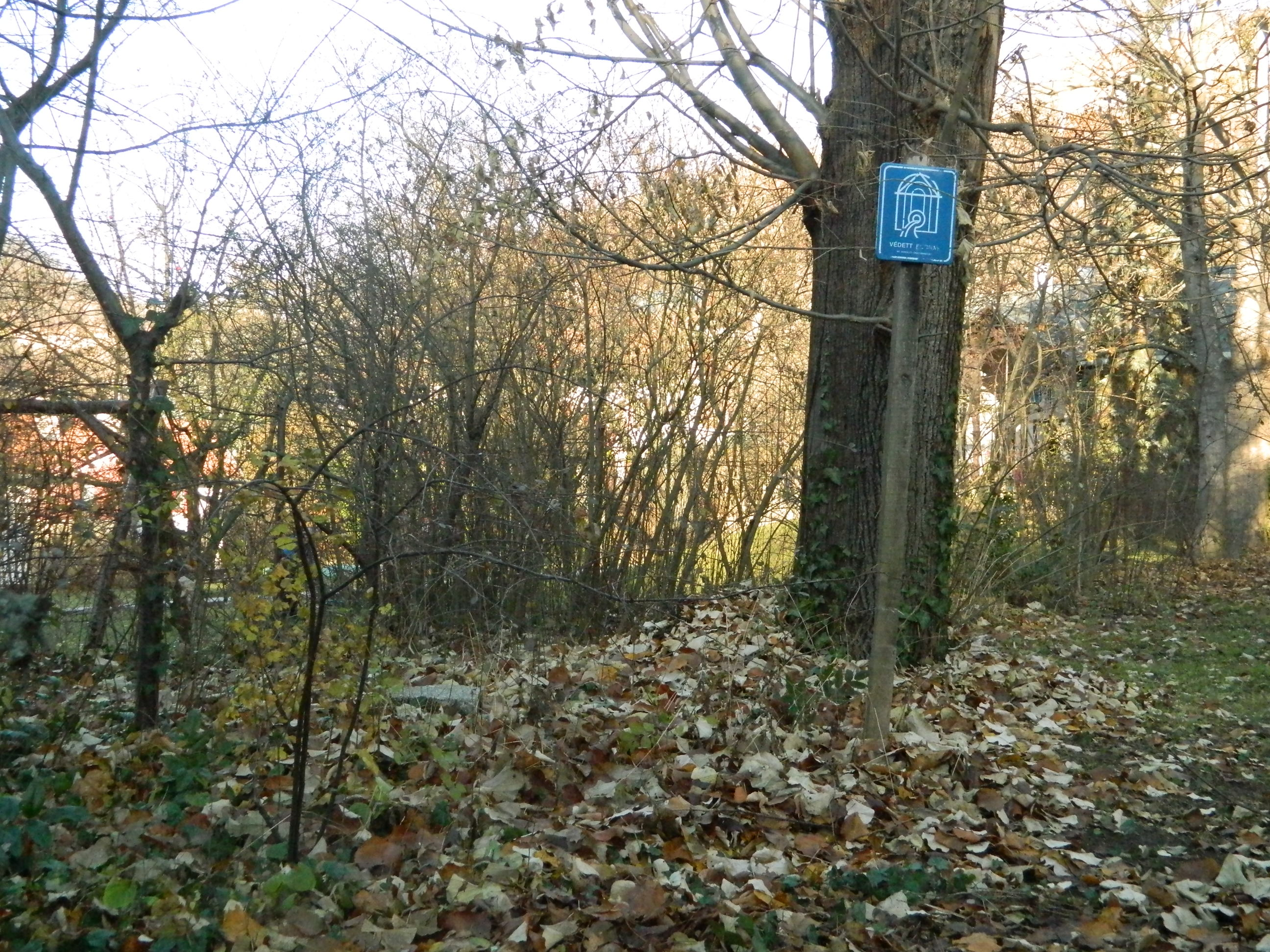
A Csermely-kutat a táblától balra látható kőlap rejti

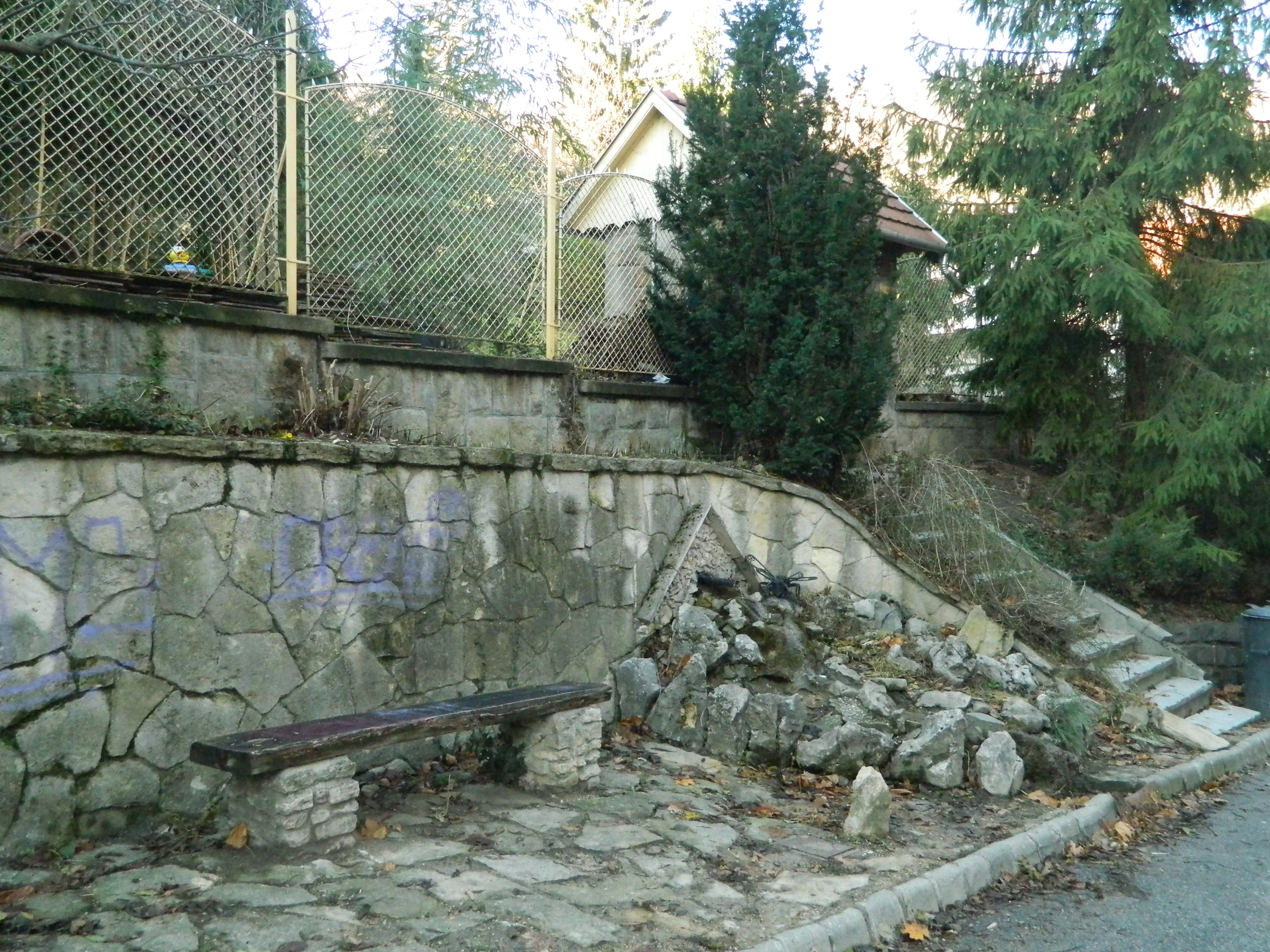
A Darázs-forrás

A budapesti János-hegy tömbjének keleti oldalán a Csillag-völgy folytatásaként, a Béla király és a Kútvölgyi út találkozásától indul a Csermely-völgy. Ebben a völgyben triász dolomit és eocénkori rétegek között, egymáshoz közel három forrás is fakad. Budapest XII. kerületében találhatóak.
A Csermely úton, valamint a felette haladó Béla király úton egykor több szivattyús kút működött, ami a hely vízbőségére utal. Nem lehetetlen, hogy itt volt Kászim basa csurgókútja (törökül: Kászim basa csesmeszi) is, amelyet a basa még a török a megszállás legelső éveiben építtetett.
Az alább felsorolt fontosabb kutak mellett ismertek voltak még:
- Ágnes-kút
- Orbán-forrás
- Hangya-forrás
- Sváb-forrás (Sváb-kút)
- Szarvas-kút

## Béla király kútja
A Király-kútnak is nevezett forrás a Béla király út 30. szám alatt található, egy kis oromzatos épületben ered. A víz hőfoka 7,5-8 °C, oldott anyag tartalma 796 mg/l, kalcium- és magnéziumion tartalma pedig jóval nagyobb a Város-kút vizénél már a 15. században ezt is a budai Várba vezették.

## Csermely-forrás
Egykor a Csermely lépcső mellett fakadt a felső Csermely-forrás. Ennek vizét az 1970-es években közvetlenül a csatornarendszerbe vezették be; egykori kifolyását a századfordulón a Csermely lépcső mellett épült társasházak építésekor semmisítették meg.

## Csermely-kút
A Csermely út 10. számú ingatlan mellett egy természetvédelmi jel hívja fel az arra járók figyelmét, hogy a villa udvarán egy védett forrás található. Ma már ez a forrás is közvetlenül be van kötve a csatornahálózatba; helyét a tábla mellett látható kőlap mutatja.

## Darázs-forrás
Az 1999-ben helyreállított Darázs-forrás a Csermely út 13. szám alatt fakad, a tengerszint felett 241,5 méteren. A forrásnak csekély, óránként mindössze 1,7–5 liter a vízhozama, vizének átlagos hőmérséklete 9 °C. A forrás kifolyása mellett egy fémből készült (hajtogatott) darázsszobor van. A felette található épületekhez épített emésztő elszennyezte a forrás vízét, így az nem iható.

## Város-kút
A Város-kút (Doctor-kút, Nádor-kút) a Béla király út elején, a Devecseri Gábor parkban található. Már az őskorban használták, vizét a 15. században a budai Várba vezették. Vízhozama 24 liter/perc.